# Arnold Clark Cup 2022
Der Arnold Clark Cup 2022 fand vom 17. bis 23. Februar 2022 in England statt und ist die erste Auflage eines jährlichen Turniers. Sponsor dieses ist die in Glasgow ansässige Firma Arnold Clark, die mit der FA einen Vierjahresvertrag abgeschlossen hat. Die Teilnehmer waren Gastgeber England, Deutschland, Spanien und Olympiasieger Kanada. In der FIFA-Weltrangliste vom Dezember 2021 belegten die vier Mannschaften die Plätze 3 (Deutschland), 6 (Kanada), 8 (England) und 9 (Spanien), womit es das Frühjahrsturnier mit der stärksten Besetzung war. Parallel dazu fanden – mit auch je vier Teilnehmern – der SheBelieves Cup 2022 und das Tournoi de France, sowie der Algarve-Cup 2022 mit fünf und der Pinatar Cup 2022 mit acht Teilnehmern statt. Für die drei europäischen Mannschaften diente das Turnier auch als Vorbereitung auf die im Juli ebenfalls in England stattfindende EM 2022, die wegen der COVID-19-Pandemie um ein Jahr verschoben wurde. Für die Kanadierinnen diente es als Vorbereitung für die im Juli des Jahres in Mexiko stattfindende CONCACAF W Championship, die auch als Qualifikation für die WM 2023 in Australien und Neuseeland gilt.

## Stadien
Spielstätten waren das Riverside Stadium in Middlesbrough, die Carrow Road in Norwich und das Molineux Stadium in Wolverhampton. Die drei Städte sind nicht Spielorte der EM 2022.
| Middlesbrough |

| Norwich |

| Wolverhampton |

| Middlesbrough |

| Norwich |

| Wolverhampton |

## Ergebnisse
| Pl. | Land        | Sp. | S | U | N | Tore    | Diff. | Punkte |
| --- | ----------- | --- | - | - | - | ------- | ----- | ------ |
| 1.  | England     | 3   | 1 | 2 | 0 | 004:200 | +2    | 05     |
| 2.  | Spanien     | 3   | 1 | 2 | 0 | 002:100 | +1    | 05     |
| 3.  | Kanada      | 3   | 1 | 1 | 1 | 002:200 | ±0    | 04     |
| 4.  | Deutschland | 3   | 0 | 1 | 2 | 002:500 | −3    | 01     |

Die Anstoßzeiten richten sich nach der Mitteleuropäischen Zeit (MEZ).
|                                                     |   |             |           |
| Do., 17. Februar 2022 um 15:30 Uhr in Middlesbrough |   |             |           |
| Deutschland                                         | – | Spanien     | 1:1 (0:0) |
| Do., 17. Februar 2022 um 20:30 Uhr in Middlesbrough |   |             |           |
| England                                             | – | Kanada      | 1:1 (1:0) |
| So., 20. Februar 2022 um 16:15 Uhr in Norwich       |   |             |           |
| England                                             | – | Spanien     | 0:0       |
| So., 20. Februar 2022 um 21:15 Uhr in Norwich       |   |             |           |
| Kanada                                              | – | Deutschland | 1:0 (1:0) |
| Mi., 23. Februar 2022 um 15:30 Uhr in Wolverhampton |   |             |           |
| Spanien                                             | – | Kanada      | 1:0 (1:0) |
| Mi., 23. Februar 2022 um 20:30 Uhr in Wolverhampton |   |             |           |
| England                                             | – | Deutschland | 3:1 (1:1) |

## Torschützinnen
| Rang | Spielerin       | Tore |
| ---- | --------------- | ---- |
| 1    | Millie Bright   | 02   |
| 1    | Alexia Putellas | 02   |

| Rang | Spielerin        | Tore |
| ---- | ---------------- | ---- |
| 3    | Janine Beckie    | 01   |
| 3    | Vanessa Gilles 1 | 01   |
| 3    | Lina Magull      | 01   |

| Rang | Spielerin    | Tore |
| ---- | ------------ | ---- |
| 3    | Lea Schüller | 01   |
| 3    | Fran Kirby   | 01   |
| 3    | Ellen White  | 01   |

## Schiedsrichterinnen
0  Tess Olofsson (Deutschland – Spanien)      Lina Lehtovaara (England – Kanada)    Iuliana Demetrescu (England – Spanien)

0  Emikar Calderas Barrera (Kanada – Deutschland, England – Deutschland)      Cheryl Foster (Spanien – Kanada)

## Auswirkungen auf die FIFA-Weltrangliste
Die deutsche Mannschaft fiel erstmals in der seit Juli 2003 geführten FIFA-Weltrangliste auf den vierten Platz zurück, da den Französinnen bei ihrem gleichzeitigen Turnier drei Siege gelangen, wodurch sie mit der deutschen Mannschaft die Plätze tauschten. Spanien kletterte um zwei Plätze auf den 7. Rang und tauschte den Platz mit Brasilien, das beim Turnier in Frankreich zweimal remis spielte und einmal verlor. England und Kanada behielten ihre Plätze.